# Rusca Montană
Rusca Montană là một xã thuộc hạt Caraș-Severin, România. Dân số thời điểm năm 2002 là 2096 người.